# Rekognosering
Rekognosering, vardagligt ”att reka”, (av latin: recognōscere), även kallat spaning, är en, tidigare framförallt militär, term som betyder att i fält aktivt samla information (exempelvis om en fiende), eller andra förhållanden genom fysisk observation. Det är en del av underrättelseverksamhet. Jämför med kontraspionage samt övervakning som innebär passivt informationssamlande. Rekognosering kan även utföras i helt civila sammanhang såsom allmänorientering inom till exempel landskapsområden och platser för olika syften. Inom affärsvärlden kan rekognosering av affärsområden göras som en form av marknadsanalys inför beslut eller nya satsningar. Inom filmproduktion görs oftast rekognosering av bland andra platsletare inför kommande inspelningar i olika miljöer.
Spionage anses normalt sett inte som rekognosering på grund av att rekognosering utförs av uniformerade militära trupper som verkar framför huvudstyrkan, i motsats till icke-kombattanter bakom fiendens linjer.[källa behövs]

## Etymologi
Rekognosering, även stavat (speciellt förr) rekognoscering, kommer från den latinska termen "recognōscere" (jämför tyska: rekognoszieren), som betyder "igenkänna", en sammansättning av förledet re- ("åter, igen") och efterledet cognoscere ("lära känna"), alltså ungefär "lära åter känna igen".
Vardagligt används ofta kortformen reka för att beteckna rekognosering. På engelska (engelska: reconnaissance) används kortformerna recce i brittisk engelska och recon i amerikansk engelska.

## Militärspaning
Exempel på rekognosering kan vara patrullering av soldater, fartyg, ubåtar eller flygplan; eller utplacering av maskerade observationsposter. Rekognosering kan även utföras av satelliter eller obemannade flygplan. 
Genom rekognosering är målet att samla information om en fiende. Informationen omfattar typ av fientliga enheter, läge, antal, intentioner och aktivitet. Sålunda är rekognosering en fundamental taktik som stärker helhetsbilden för underrättelseverksamheten.
Vissa militära enheter med rekognoseringsuppgift är ofta endast utrustad för självförsvar och försöker att röra sig så obemärkt som möjligt. Andra enheter är så pass utrustade att de även kan förstöra sina rekognoseringselement för att förhindra att fienden får tag på dem.
Truppspaningen utförs av soldater och kan genomföras både som fast eller rörlig truppspaning. Vid fast truppspaning upprättas en observationsplats (O-plats) och genomförs längs en väg/stråk/strand där fienden förväntas att passera eller mot ett objekt t.ex. byggnad, där fienden förväntas att uppehålla sig. Den fasta truppspaningen skall fortlöpande ge information om förhållanden längs vägsträcka, vattenområde, viss plats eller objekt. Rörlig truppspaning utnyttjas ofta för att samla in information om fienden inom ett område samt om terrängens beskaffenhet. Vid rörlig truppspaning sänds spaningspatruller ut i viss riktning s.k. fågelklometoden eller till viss plats för att utforska läget. Både fast och rörlig truppspaning används vid ytövervakning inom eget behärskat område och vid underrättelseinhämtning bakom fiendens linjer.
Vid underrättelseinhämtning bakom fiendens linjer brukar truppspaningen delas in i närspaning eller fjärrspaning - beroende på vilket djup underrättelseinhämtningen sker i fiendens gruppering samt om truppspaningen syftar till underrättelser till närmsta chef eller till högre chef.

## Flygfotografier

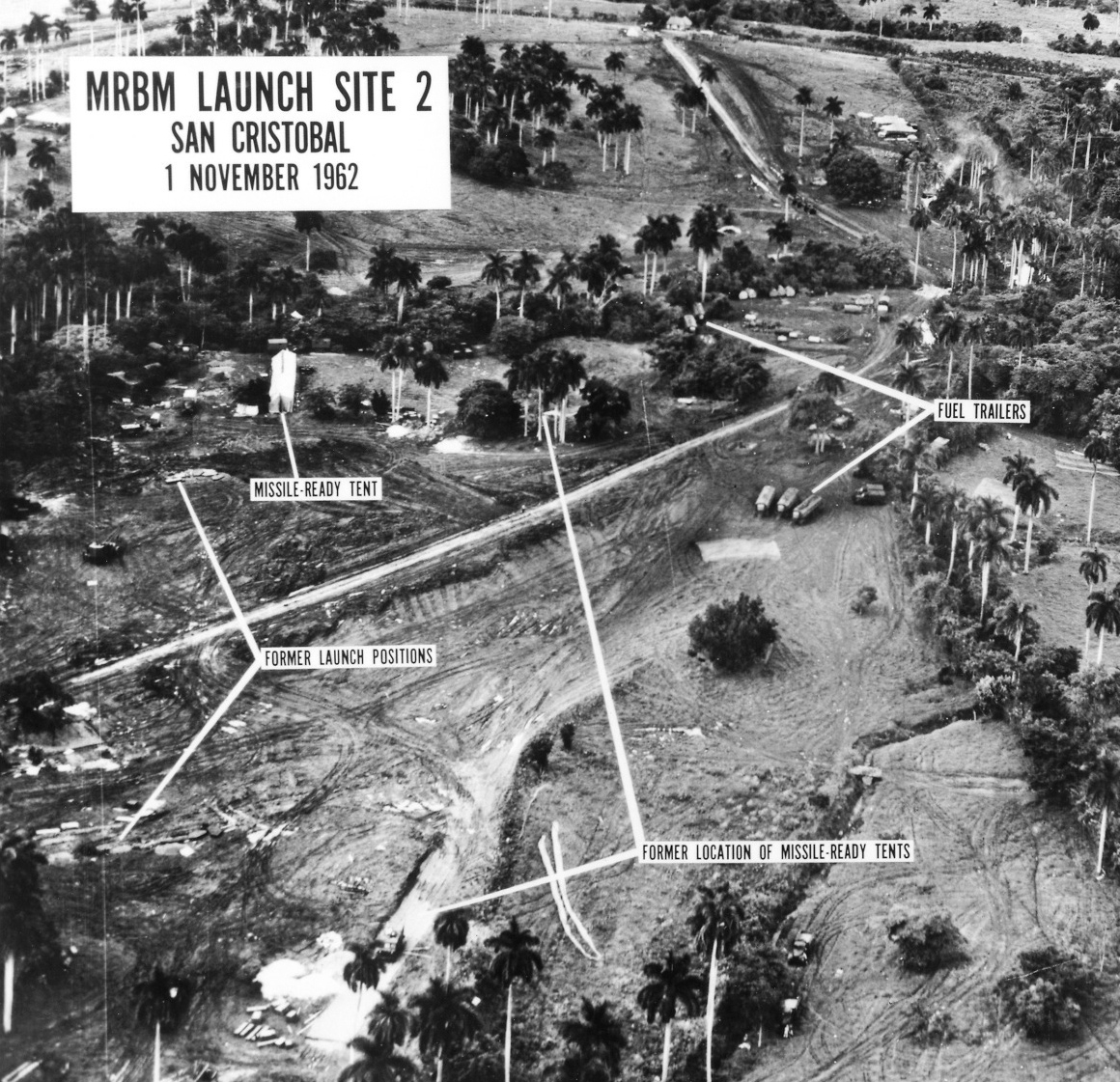
Rekognoseringsfotografier, som den här av ett sovjetiskt robotvapen, hade en nyckelroll i Kubakrisen 1962.

16 oktober 1912 användes ett bulgariskt flygplan av modell Albatros i Europas första rekognoseringsflygning i stridsförhållanden. Under Första världskriget var fotorekognosering en av de tidiga användningsområdena för flygfarkoster. Flygare som Fred Zinn utvecklade en helt ny serie av flyg- och fotograferingstekniker för att använda den nya teknologin i den likväl nya skyttegravskrigsföringen.
Före Andra världskriget användes i regel konverterade bombplan för luftburen fotorekognosering (spaningsfotografering). Bombflygen behöll sin defensiva bestyckning som var vital på grund av risken för genskjutning.
Den brittiska flygofficeren Maurice Longbottom föreslog 1939 att luftburen rekognosering är en uppgift som passar bättre för små, snabba flygplan som kan använda snabbheten och den höga flyghöjden för att undvika upptäckt och genskjutning. Det kan tyckas vara självklart i dag när moderna rekognoseringsuppdrag utförs av snabba, högtflygande flygplan, men vid den tiden var det radikalt tänkande. Longbottom föreslog att Supermarine Spitfire-plan med bestyckning och radio ersatt med extra bränsle och kameror skulle användas. Spitfire-planen visade sig vara extremt framgångsrika som rekognoseringsplan och flera olika varianter byggdes för ändamålet.
Efter Andra världskriget användes modifierade jetbombplan (som till exempel English Electric Canberra och Martin B-57) för långsträckta luftburna rekognoseringar på grund av att planen kunde flyga högre och snabbare än fienden. Efter Koreakriget användes flygplan av modellen RB-47 som från början var konverterade B-47:or men som senare byggdes som rekognoseringsplan under namnet RB-47. Dessa plan hade inga bomber utan stora kameror monterade på undersidan av flygkroppen samt ett mindre utrymme för fotobomber.
I begynnelsen av Kalla kriget utvecklades mycket specialiserade och topphemliga strategiska rekognoseringsflygplan, så kallade övervakningsplan, som till exempel Lockheed U-2 Dragon Lady och dess efterföljare, SR-71 Blackbird (båda från USA). Att flyga dessa plan blev en otroligt utmanade uppgift, lika mycket på grund av flygplanens extrema hastigheter och höjd, samt risken att bli tillfångatagen som spion. Således var planens besättning handplockade och specialtränade.